# Sture Bergwall
Thomas Quick (rodným jménem Sture Ragnar Bergwall, také známý jako Sätermannen, narozen 26. dubna 1950, Falun) je Švéd, který se přiznal k mnoha vraždám, za osm byl odsouzen a tři z rozsudků byly zrušeny. V procesech s Quickem se nikdy nepracovalo s žádnými důkazy, pouze s jeho vlastními přiznáními. Jejich důvěryhodnost je ale zpochybňována - podle části veřejnosti je Quick chorobný lhář a ve skutečnosti nikdy nikoho nezavraždil. V prosinci 2008 Quick všechna svá přiznání odvolal.

## Přiznání
V roce 1991 byl Quick odsouzen k dlouholetému trestu odnětí svobody za ozbrojená přepadení a svěřen do péče psychiatrů. Při terapii se přiznal k dvaceti vraždám, ke kterým došlo po celé Skandinávii mezi lety 1964-1990.
První z nich se měl dopustit v čtrnácti letech, v roce 1964 ve Växjö, na stejně starém Thomasi Blomgrenovi, ta byla však podle švédských zákonů již v době přiznání promlčena. Druhou vraždu měl spáchat u jezera Asnen na Alvaru Larssonovi, Quickova sestra ale popřela, že by v době vraždy Quick opustil Falun.

## Rozsudky
Celkem za osm vražd byl Quick odsouzen:
- Charles Zelmanovits, Pitea 1976, odsouzen 1994 pouze na základě přiznání,
- Johan Asplund, Sundsvall, 1980, odsouzen v roce 2001, pouze na základě přiznání, nebylo nalezeno tělo ani jiné důkazy. Rozsudek byl v březnu 2012 zrušen.
- Manželé Stegehuisovi, Gällivare, 1984, odsouzen 1997, bez důkazů, ale údaje z Quickova přiznání odpovídaly informacím, které policie nezveřejnila. Později se ukázalo, že Quick měl přes svého advokáta k vyšetřovacímu spisu přístup.
- Yenon Levi, izraelský turista, Rörshyttan, 1988, odsouzen 1997 bez důkazů, údaje z Quickova přiznání odpovídaly informacím, které policie nezveřejnila. Rozsudek byl v březnu 2011 zrušen.
- Therese Johannesenová, Drammen, 1988 – zlomky kostí uvedené jako důkaz se při obnoveném řízení ukázaly být jiného původu.
- Trine Jensenová, Oslo, 1981, odsouzen 2000 bez důkazů
- Gry Storviková, Oslo, 1985, bez důkazů, jen na základě přiznání; ukázalo se, že sperma nalezené na místě činu Quickovi nepatří

## Pochybnosti
Švédská média od roku 1993 zpochybňovala důvěryhodnost Quickových přiznání, až je v roce 2008 v rozhovoru pro televizi Quick všechny odvolal. V některých případech se ukázalo, že osoby, které měl Quick zabít, jsou ve skutečnosti naživu, Quick navíc nebyl nikdy spatřen na žádném z míst činu. Řada právníků i psychiatrů, mezi nimi kriminalista prof. Leif G. W. Persson, došla k názoru, že Quick je duševně nemocen. Quickův obhájce tvrdí, že jeho klienta vedly k přiznání duševní choroby a předepsané léky. Postupně byly jednotlivé rozsudky soudem zrušeny.
Případ se stal jedním z největších skandálů v dějinách švédské justice, vzniklo o něm několik televizních pořadů a knih.